# Рябцево (Зарайский район)
Рябцево — деревня в Зарайском районе Московской области, в составе муниципального образования сельское поселение Каринское (до 29 ноября 2006 года входила в состав Каринского сельского округа), на 1990 год считалось не существующим.

## География
Рябцево расположено в 13 км на юг от Зарайска, недалеко от границы с Рязанской областью, на малой реке  Песоченка, левом притоке реки верхний Осётрик, высота центра деревни над уровнем моря — 176 м.

## Население
| 2002 | 2006 | 2010 |
| ---- | ---- | ---- |
| 0    | ↗42  | ↘0   |

## История
Рябцево впервые в исторических документах упоминается в 1858 году, как сельцо Рябцево, в котором 20 дворов и 75 жителей, в 1906 году — 22 двора и 123 жителя. В 1930 году был образован колхоз «Красный путь», с 1950 года в составе колхоза 12 лет Октября, с 1961 года — в составе совхоза «Зарайский».